# Cholnatee Senson
Cholnatee Senson (thailändisch ชลนที เสนสอน; * 13. März 2005) ist ein thailändischer Fußballspieler.

## Karriere
Cholnatee Senson erlernte das Fußballspielen in der Jugendmannschaft vom Chainat Hornbill FC. Hier unterschrieb er im August 2023 seinen ersten Vertrag. Der Verein aus Chainat spielt in der zweiten Liga, der Thai League 2. Sein Zweitligadebüt gab Senson am 2. März 2024 (27. Spieltag) im Heimspiel gegen den Kasetsart FC. Bei dem 3:0-Heimerfolg wurde er in der 64. Minute für den Brasilianer Nixon Guylherme eingewechselt.